# Aldrich (Minnesota)
Aldrich és una població dels Estats Units a l'estat de Minnesota. Segons el cens del 2000 tenia 53 habitants.

## Demografia
Segons el cens del 2000, Aldrich tenia 53 habitants, 26 habitatges, i 13 famílies. La densitat de població era de 43,5 habitants per km².
Dels 26 habitatges en un 19,2% hi vivien nens de menys de 18 anys, en un 38,5% hi vivien parelles casades, en un 3,8% dones solteres, i en un 46,2% no eren unitats familiars. En el 34,6% dels habitatges hi vivien persones soles el 19,2% de les quals corresponia a persones de 65 anys o més que vivien soles. El nombre mitjà de persones vivint en cada habitatge era de 2,04 i el nombre mitjà de persones que vivien en cada família era de 2,64.
Per edats la població es repartia de la següent manera: un 17% tenia menys de 18 anys, un 13,2% entre 18 i 24, un 20,8% entre 25 i 44, un 20,8% de 45 a 60 i un 28,3% 65 anys o més.
L'edat mediana era de 44 anys. Per cada 100 dones de 18 o més anys hi havia 120 homes.
La renda mediana per habitatge era de 30.417 $ i la renda mediana per família de 31.500 $. Els homes tenien una renda mediana de 35.000 $ mentre que les dones 19.250 $. La renda per capita de la població era de 14.598 $. Cap de les famílies i el 13,2% de la població estaven per davall del llindar de pobresa.

## Poblacions més properes
El següent diagrama mostra les poblacions més properes.